# 约瑟夫广场站
约瑟夫广场站（德語：U-Bahnhof Josephsplatz）是一座慕尼黑地铁2和8号线位于马克斯近郊的一座车站，位于约瑟夫广场。